# Якимов, Александр Пантелеймонович
Александр Пантелеймонович (Пантелеевич) Якимов (24 ноября 1924, Выемково, Северо-Двинская губерния — 1983, Ухта, Коми АССР) — советский передовик производства в нефтяной промышленности. Герой Социалистического Труда (1971).

## Биография
Родился в 1924 году в деревне Выемково, Ленского района Архангельской области.
После окончания восьмилетней школы поступил в Ухто-Печорский горно-нефтяной техникум. В связи с закрытием техникума перевелся
в нефтяной техникум в городе Коканд Узбекской ССР. 
С 1942 года в рядах Красной Армии. Участник Великой Отечественной войны. С 1944 по 1945 годы — гвардии сержант, заместитель командира отделения автоматчиков и разведчик 87-го отдельного танкового полка 7-й гвардейской кавалерийской дивизии, воевал на 1-м Украинском фронте. В 1944 и в 1945 году А. П. Якимов за боевые отличия был награждён —Медалью «За отвагу», Орденом Красной Звезды и Орденом Славы 3-й степени. 29 апреля 1945 года был тяжело ранен и после лечения в госпиталях в 1946 году был демобилизован как инвалид 2-й группы.
С 1948 года после окончания техникума, А. П. Якимов отправился на Север, работал — техником в конторе бурения, инженером и начальником производственного отдела, жил в городе Ухта Коми АССР. Вскоре А. П. Якимов был назначен главным инженером треста «Печорнефтегазразведка», директором конторы бурения и начальником Нижнеодесского управления буровых работ объединения «Коминефть» Министерства нефтяной промышленности СССР.
А. П. Якимов участвовал в открытии и разработке таких этапных месторождений, как Нибельское газонефтяное, Войвожское нефтегазовое, Верхнеомринское газонефтяное, Нижнеомринское нефтегазовое, Западно-Тэбукского и Пашнинского месторождений большой нефти европейского Севера. А. П. Якимов организовал бурение первых скважин Западного Тэбука. Под руководством А. П. Якимова в Ухтинском комбинате налаживалось турбинное и наклонно направленное бурение, осваивались новые буровые станки и другие технические усовершенствования. С 1966 по 1970 годы буровики из Нижнеодесское управление под руководством А. П. Якимова сдали промысловикам в эксплуатацию дополнительно 17 скважин, которые дали многие тысячи тонн нефти.
В 1959 и в 1966 году Указом Президиума Верховного Совета СССР «за выдающиеся трудовые достижения» А. П. Якимов дважды награждался Орденами Трудового Красного Знамени.
30 марта 1971 года Указом Президиума Верховного Совета СССР «за выдающиеся заслуги в выполнении заданий пятилетнего плана по добыче нефти и достижение высоких технико-экономических показателей в работе» Александр Пантелеймонович Якимов был удостоен звания Героя Социалистического Труда с вручением Ордена Ленина и золотой медали «Серп и Молот».
Помимо основной деятельности избирался членом Ухтинского горкома КПСС, депутатом Ухтинского городского Совета и Верховного Совета Коми АССР(1951-1955).
После выхода на пенсию жил в городе Ухта Коми АССР. Умер в 1983 году.

## Семья
Два сына — Андрей и Владимир. Андрей был нефтяником, кандидатом геолого-минералогических наук. Работал вице-президентом нефтяной компании «КомиТЭК», позднее первым заместителем министра природных ресурсов и охраны окружающей среды Республики Коми. Был депутатом Государственного совета Коми республики. Владимир работал в органах государственной безопасности, позднее в службе безопасности буровой компании.

## Награды
- Медаль «Серп и Молот» (30.03.1971)
- Орден Ленина (30.03.1971)
- Два Ордена Трудового Красного Знамени (1959, 1966)
- Орден Красной Звезды (18.05.1945)
- Орден Славы 3-й степени (07.02.1945)
- Медаль «За отвагу» (19.08.1944)

### Звания
- Заслуженный работник народного хозяйства Коми АССР.

Мемориальная доска на доме, где жил А. П. Якимов

### Память
- В Ухте на доме в котором жил А. П. Якимов установлена мемориальная доска.
- В посёлке Нижний Одес именем Якимова названа улица.